# Myrtle Grove (Karolina Północna)
Myrtle Grove – jednostka osadnicza w Stanach Zjednoczonych, w stanie Karolina Północna, w hrabstwie New Hanover.